# Mad Circus – Eine Ballade von Liebe und Tod
Mad Circus – Eine Ballade von Liebe und Tod (im Original Balada triste de trompeta) ist ein spanisch-französisches Filmdrama aus dem Jahr 2010 von Álex de la Iglesia.

## Handlung
1937, zu Zeiten des Spanischen Bürgerkriegs dringen republikanische Truppen während einer Vorstellung in einen Zirkus ein und zwingen die Zirkusleute auf ihrer Seite gegen die Franco-Faschisten zu kämpfen. Der lustige Clown des Zirkus schlachtet nur mit einer Machete bewaffnet viele gegnerische Soldaten ab, bis er selber kampfunfähig gemacht wird. Während seine Mitstreiter exekutiert werden, gerät er in Gefangenschaft. Jahre später versucht sein Sohn Javier ihn aus dem Arbeitslager zu befreien. Die Aktion misslingt und der lustige Clown wird von Coronel Salchedo getötet, während Javier wiederum den Coronel schwer verletzt. Dieser schwört ihm Rache.
Im Jahr 1973 tritt der jetzt erwachsene Javier einem Zirkus als trauriger Weißclown bei. Dort arbeitet er mit dem nach außen hin lustigen Clown Sergio zusammen der sich hinter den Kulissen als brutaler Sadist entpuppt. Javier verliebt sich umgehend in dessen Geliebte, die Trapezkünstlerin Natalia. Sergio ist außerhalb der Bühne sehr jähzornig und misshandelt Natalia. Doch Natalia fühlt sich zu Sergio gerade wegen dessen Brutalität hingezogen. Dennoch beginnt sie sich heimlich mit Javier zu treffen. Bald werden sie von Sergio überrascht, der Javier krankenhausreif schlägt. Nach einem Albtraum flieht Javier aus dem Krankenhaus und überrascht Sergio und Natalia beim Sex. Javier zertrümmert Sergios Gesicht mit einer Trompete und flieht anschließend. Sergios Leben kann nur durch einen Tierarzt gerettet werden, der die Gesichtsverletzungen notdürftig versorgt. Der entstellte Sergio kann nicht mehr als Clown arbeiten, da die Kinder nun Angst vor ihm haben.
Javier flüchtet sich in eine Waldhöhle, wo er sich von verendeten Tieren ernährt. Dort wird er von Jägern, unter ihnen Coronel Salchedo, aufgegriffen und auf dessen Anwesen gebracht. Der Coronel erinnert sich an Javier und zwingt ihn dazu, als Hund an einer Treibjagd teilzunehmen, die zu Ehren des mitwirkenden Franco stattfindet. Javier beißt beim Apportieren Franco in die Hand und wird auf dem Anwesen des Coronel in der Kapelle eingesperrt, um nach Francos Abreise exekutiert zu werden. Nach einer religiösen Vision von Natalia bleicht sich Javier das Gesicht mit Natriumhydroxid und verbrennt sich Wangen und Lippen mit einem Bügeleisen, um auf ewig wie ein Clown auszusehen. Er verkleidet sich mit einem Bischofsgewand, bricht aus und tötet alle auf dem Anwesen, einschließlich des Coronel. Er spürt Natalia auf, die inzwischen als Tänzerin in einer Nachtbar arbeitet. Diese wird wiederum von Sergio verfolgt. Bei einer Konfrontation zwischen den dreien entscheidet sich Natalia für Sergio. Javier gibt aber nicht auf und entführt Natalia schließlich, um sie von sich zu überzeugen.
Inzwischen hat die Polizei mit Hilfe von Sergio das Versteck von Javier aufgespürt. Während die Polizei versucht, Javier festzunehmen, schminkt sich Sergio mit seinem Clownsmakeup und verfolgt Javier und Natalia. Es kommt zu einem Showdown auf dem Valle de los Caídos, einem während der Franco-Diktatur errichteten 150 m hohen Monument in Form eines Kreuzes, und Natalia gesteht, dass sie jetzt Javier liebt. Die beiden versuchen mit einer langen Stoffbahn vom Kreuz zu fliehen, während des folgenden Handgemenges zwischen Javier und Sergio stürzt Natalia jedoch vom Monument in die Tiefe und bricht sich das Rückgrat.
Sergio und Javier werden festgenommen und zusammen in einen Transportwagen gesetzt. Während Sergio lacht, weint Javier bitterlich.

## Kritiken
„Vielleicht hatte Iglesias eine große Metapher auf das Franco-Regieme im Kopf, als er seinen Film inszenierte. Diese Prämisse kann der Film allerdings nicht einlösen. Er funktioniert viel besser als schmutziges Mitternachtskino. Doch dafür braucht sich der Filmemacher nicht zu schämen.“

„Iglesias ‚Mad Circus – Eine Ballade von Liebe und Tod‘ ist eine wunderbar groteske Aufarbeitung des Franco-Regimes, angesiedelt irgendwo zwischen Genie und Wahnsinn. Obwohl der Film mit seinen 107 Minuten spürbare Längen hat, steht er dennoch den Filmen von Tarantino und Rodriguez nur wenig nach.“

„Realismus scheut de la Iglesia wie der Teufel das Weihwasser. Die stilisierte Zirkuswelt wirkt eher wie ein Fantasieland. Wenn die Schminke am Abend erst einmal ab ist, kommt es zu absurden Gewaltausbrüchen und heftigem Sex. Träume und Visionen dringen widerstandslos in die Handlung ein. Die Kamera ist ständig in Bewegung, von der Tonspur lärmen Streicher und Schlagwerk. Mitunter kann einem diese aggressive Opulenz auch zu viel werden. Letztlich liegt aber gerade in der Maßlosigkeit auch der Reiz des Films. Denn mit zunehmender Laufzeit wird Mad Circus exaltierter und abgehobener, ohne sich je ganz von seiner Liebesgeschichte zu lösen.“

„De la Iglesias Exorzismus ist ein wahrer Bilderrausch. Grell, überschwänglich, unausgewogen, unfertig und gerade deshalb voller brachialer Poesie und Komik. Der Baske sieht sich selbst in der Tradition von Goya, Dalí oder Buñuel. Sie alle rückten einer unerträglichen Gegenwart oder den Geistern der Vergangenheit mit grotesken, makabren und surrealen Bildern zu Leibe. De la Iglesia stopft jenen, die nicht sehen wollen den Mund voll mit blutiger Torte und zwingt sie dabei in den Spiegel zu schauen. Wer zurückblickt sind: der freundliche ältere Generalissimo Franco und zwei durchgeknallte Clowns.“

## Auszeichnungen
- 2010: Silberner Löwe (Beste Regie), Goldene Osella (Drehbuchpreis) und Young Cinema Award bei den 67. Internationalen Filmfestspielen von Venedig[6]
- 2011: Goya in den Kategorien Spezialeffekte und Maske, 13 weitere Nominierungen
- 2011: Premio Sant Jordi für Carlos Areces und Antonio de la Torre (Beste spanische Darsteller)
- 2011: Premio Turia für Antonio de la Torre (Bester Darsteller)